# 飞拉达

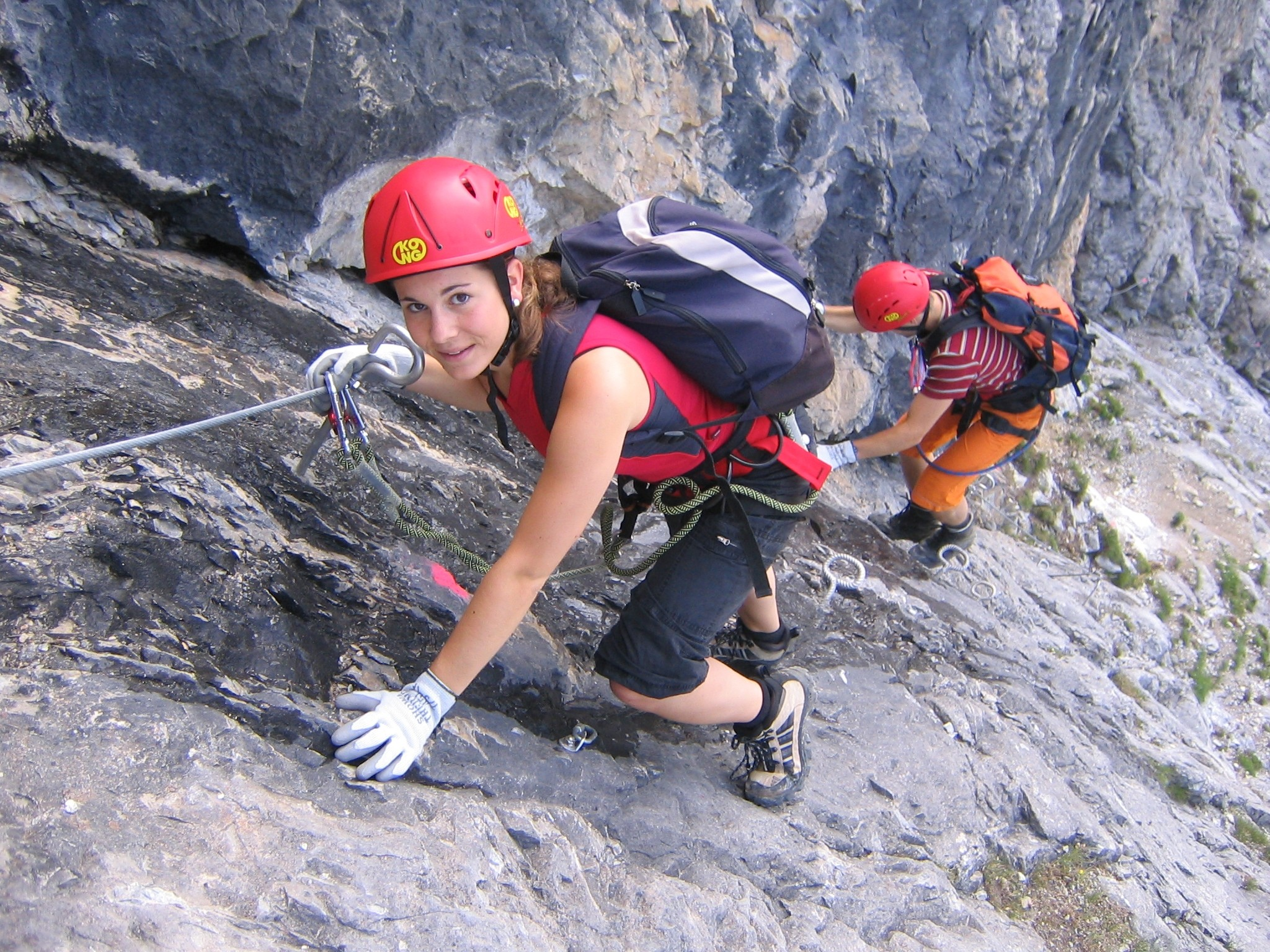
遊客正在瑞士格勞賓登州米特格爾峰體驗飛拉達達

飛拉達（意大利語：via ferrata）意譯为岩壁探险、铁道式攀登，是一種始於阿尔卑斯山地区的山地岩壁攀岩運動。山的岩壁上设有固定在岩石上的钢缆、鋼梯，攀登者可通过安全带上的绳子与鋼纜相連。钢缆以及鋼梯同时提供手扶和脚踏的支撑点，這樣攀登者无需使用专业攀岩装备。相较于需要更高技巧和专门装备的普通攀岩，飛拉達更易上手。